# Descabezado Grande
Der Descabezado Grande (Der Große Geköpfte) ist ein 3953 m hoher Vulkan im chilenischen Nationalpark Altos de Lircay. Der Nationalpark liegt in der Región del Maule.

## Details

Karte der Ascheausbreitung 1932

Der Vulkan befindet sich ca. 240 km südlich von Santiago de Chile und ca. 30 km westlich der argentinischen Grenze.
Der Kraterdurchmesser beträgt zwischen 1000 und 1450 Meter. Der letzte große Ausbruch fand 1932 statt.
In seiner Nähe liegt sein kleiner Namensvetter, der Vulkan Descabezado Chico mit einer Höhe von 3250 m (35° 31′ S, 70° 37′ W).
Der Descabezado Grande ist von dem Weitwanderweg des Condor Circuit aus erreichbar, der etwa 5 km an ihm vorbeiführt.